# Ermelo (Mondim de Basto)
Ermelo is een plaats (freguesia) in de Portugese gemeente Mondim de Basto en telt 712 inwoners (2001).